# 萨莱亚林荫道
萨莱亚林荫道（Cours Saleya）是法国蓝色海岸尼斯老城的主要步行街，平行于美国滨海路（quai des États-Unis），西起圣方济各街（rue Saint-François-de-Paule），东到路易盖辛街（rue Louis-Gassin）和卡洛·费利切广场（place Charles-Félix）。

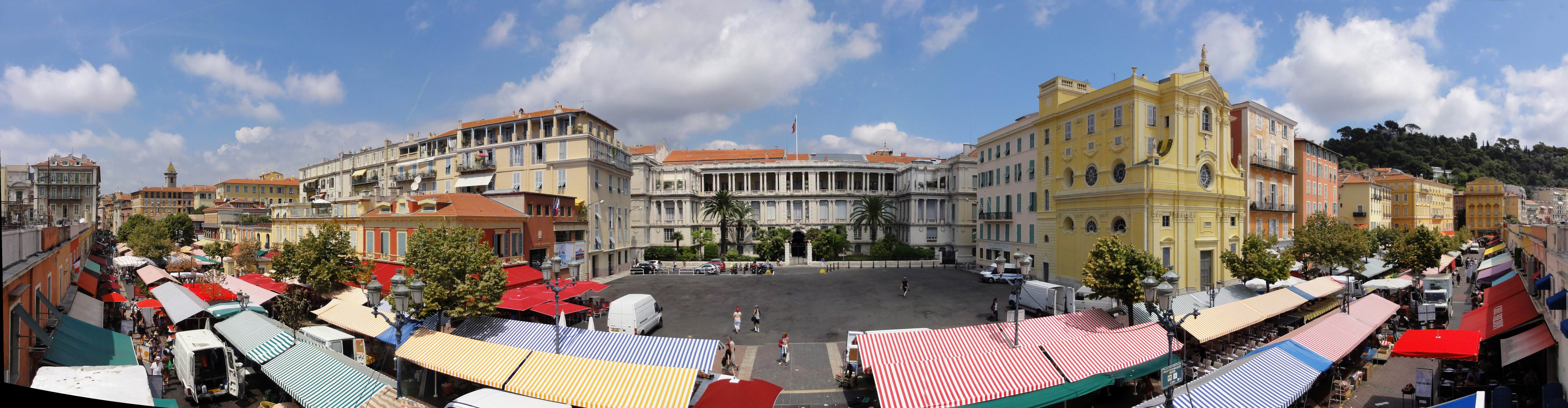

## 历史
在18世纪，这条街进行美化改造，成为成为富人喜爱的休闲散步地点，尼斯社交生活的中心。富人频繁光顾这里的精品商店和咖啡馆，观看全景和日落的景色。1827年，在这条街东端的卡洛·费利切广场树立了锁匠纪念碑（Monument des Serruriers）。
1861年，这条街开设鲜花，水果和蔬菜市场，奢侈品店也纷纷在此开设（以及车站大街和马塞纳广场）。但是狂欢节转移至新城举行。1900年，街道上方覆盖了金属顶罩。1930年，金属顶罩又改为混凝土结构。1980年拆除混凝土顶罩，设为行人专用区，并开辟地下停车场。